# Чижевичи (Львовская область)
Чижевичи (укр. Чижевичі) — село в Мостисской городской общине Яворовского района Львовской области Украины.
Население по переписи 2001 года составляло 319 человек. Занимает площадь 0,556 км². Почтовый индекс — 81372. Телефонный код — 3234.